# المكتبة العلمية (القدس)
المكتبة العلمية  هي مكتبة فلسطينية في القدس. تعد اليوم من أهم المكتبات الفلسطينية في القدس المحتلة، ولها ثلاثة فروع تعنى بشؤون الشرق الأوسط وحضارته تاريخا وأدبا، إضافة إلى تشكيلة واسعة من الكتب في قضايا الصراع العربي الإسرائيلي بالعديد من اللغات.
وفازت المكتبة العلمية التي تضم مقهى الكتاب الثقافي في القدس، بجائزة أحسن مكتبة لعام 2011 على مستوى فلسطين، وثالث أفضل مكتبة على صعيد الشرق الأوسط من قبل مؤسسة لونلي بلانيت وبي بي سي بلندن.

## التاريخ
في 11 فيراير 2025، اقتحمت شرطة الاحتلال الإسرائيلي المكتبة، واعتقلت مديريها أحمد ومحمود منى وأصدرت أمرًا بإغلاقها واتهمتها ببيع كتب تحريضية.
استنكرت وزارة الثقافة الفلسطينية ذلك، فيما اعتبرت المكتبة الوطنية الفلسطينية الأمر: «جزءًا من سياسة ممنهجة تهدف إلى تدمير البنية الثقافية والتعليمية الفلسطينية في القدس، وفرض الرقابة القسرية على الإنتاج الفكري الفلسطيني، من خلال تجريم امتلاك كتب تعبر عن الهوية الوطنية الفلسطينية، حتى لو كانت كتب أطفال أو مراجع تاريخية.»
أدانت القنصلية الفرنسية العامة في القدس الأمر، وقالت:«"هذه الهجمات على مكتبة ومؤسسة ثقافية مرموقة في القدس تشكل انتهاكا صارخا لحرية التعبير والقيم الديمقراطية الأساسية."»